# Téléphones portables en prison
Dans la plupart des juridictions, il est interdit aux détenus de posséder des téléphones portables en raison de leur capacité à communiquer avec le monde extérieur et d'autres questions de sécurité. Les téléphones portables sont l'un des articles les plus introduits clandestinement dans les prisons. Ils permettent aux détenus de passer et de recevoir des appels téléphoniques non autorisés, d'envoyer des courriels et des messages texte, d'utiliser les médias sociaux et de suivre les nouvelles relatives à leur affaire, entre autres utilisations interdites,. 

## Motifs évoqués pour justifier l'interdiction des téléphones portables en prison
Les préoccupations de sécurité sont souvent citées pour expliquer pourquoi les téléphones cellulaires sont interdits dans les prisons[réf. nécessaire].
Les téléphones cellulaires en prison ont été utilisés pour organiser des arrêts de travail pour le travail pénitentiaire entre les prisons. Le travail pénal forcé aux États-Unis (en) est une pratique courante. 
Les téléphones portables en prison sont utilisés par les prisonniers pour communiquer avec leur famille et leurs proches. Les prisonniers peuvent être isolés, les appels téléphoniques en prison peuvent être coûteux, et les prisons tirent des bénéfices des appels téléphoniques. Les tarifs sont controversés. Les prisons ont un motif de profit pour interdire les téléphones portables. 

## Méthodes de contrebande
La plupart des téléphones portables sont introduits clandestinement par le personnel pénitentiaire, qui n'a souvent pas à passer par la sécurité aussi rigoureusement que les visiteurs. La sécurité du personnel est souvent moins intense car cela prendrait du temps au personnel, les employés syndiqués de la prison sont payés pour ce temps, et cela augmenterait donc le coût global des opérations, de plus, le personnel de la prison est souvent réticent à fouiller diligemment ses propres collègues pour éviter d'agiter leurs collègues et de nuire au moral du personnel.
Plus rarement, les téléphones portables sont introduits clandestinement par les visiteurs, qui doivent se soumettre à des contrôles de sécurité plus stricts, par les détenus qui bénéficient d'un congé temporaire, ou par des personnes extérieures qui établissent le contact avec les détenus le long de la clôture de la prison et/ou les livrent à l'aide de drones.
Une fois à l'intérieur des murs de la prison, les appareils se retrouvent entre les mains de détenus qui les achètent en espèces, lesquelles sont également interdites dans la plupart des prisons. Les prix sur le marché noir varient selon les prisons et peuvent atteindre 1 000 USD. 

## Utilisations par les détenus
Si certains prisonniers utilisent leurs appareils mobiles simplement pour des communications inoffensives ou pour naviguer sur le Web, d'autres les utilisent pour des activités illégales. Il peut s'agir de contrôler des gangs, de narguer des témoins, de planifier des évasions ou d'organiser d'autres crimes graves. Les prisonniers peuvent également utiliser des smartphones pour recueillir des renseignements sur le personnel pénitentiaire et coordonner des activités clandestines au sein de l'établissement.
Les procureurs fédéraux ont accusé cinq prisonniers de Caroline du Sud d'avoir escroqué au moins 442 membres du service pour un total de plus d'un demi-million de dollars en novembre 2018. Deux autres prisonniers de Caroline du Sud, John William Dobbins et Carl Richard Smith, attendent leur procès pour de multiples escroqueries réalisées à l'aide de téléphones portables de contrebande à partir de l'établissement correctionnel de Lee, dont une escroquerie par hameçonnage de chats qui s'est soldée par le suicide du vétéran de l'armée Jared Johns,.
Tous les détenus n'utilisent pas les téléphones portables à des fins nuisibles. De nombreux détenus les utilisent pour tenir des conversations inoffensives avec leur famille et leurs amis. En septembre 2012, en Caroline du Sud, un détenu utilisant un téléphone portable illégal a alerté les autorités au sujet d'un officier pris en otage, ce qui a permis de sauver cet officier. 

## Lutte contre les téléphones portables dans les prisons
Des lois ont été adoptées dans diverses juridictions, imposant des sanctions aux détenus qui possèdent des appareils mobiles ainsi qu'au personnel qui les fait entrer clandestinement. Les sanctions imposées aux détenus vont de la perte de privilèges et de crédits de comportement à des peines supplémentaires. Les sanctions imposées au personnel vont de l'action disciplinaire à la perte d'emploi, en passant par des accusations criminelles.
Il a été envisagé d'utiliser des brouilleurs de téléphones portables à l'intérieur des murs de la prison pour les rendre inefficaces. La pratique du brouillage des signaux des téléphones portables (en) est illégale aux États-Unis. Des exceptions à cette loi ont été envisagées pour les prisons, bien que l'on s'inquiète du fait qu'un téléphone cellulaire puisse être la bouée de sauvetage d'un gardien en cas de crise, et que d'autres secouristes puissent avoir besoin de l'utiliser pour communiquer,,.
Certains endroits utilisent une technologie expérimentale de communications gérées qui bloque les communications des détenus tout en continuant à autoriser celles des autres. Cette technologie de système d'accès géré (MAS) a été déployée pour la première fois au Mississippi State Penitentiary en 2010 par Tecore Networks.
Des chiens spéciaux ont été utilisés pour renifler les téléphones portables entrant dans les murs des prisons. Les téléphones portables ont une odeur unique, et ces chiens ont été entraînés à la détecter.
Une solution serait de permettre à l'établissement pénitentiaire de détecter et de localiser automatiquement les appareils mobiles 2G/3G/4G et WiFi de contrebande, ce qui permettrait au personnel de l'établissement de confisquer le téléphone et de neutraliser complètement la menace.
Une telle solution de détection et de localisation automatique 24 heures sur 24 et 7 jours sur 7 permet de contourner les faiblesses inhérentes au brouillage (par exemple, les téléphones des employés de l'établissement peuvent être brouillés), aux solutions d'accès contrôlé (les quartiers environnants peuvent être affectés par le « souffle » de ces systèmes, empêchant les passants de passer des appels et/ou toutes les marques de téléphones ne sont pas soumises à l'interception des appels) et aux chiens renifleurs de téléphones (cette solution ne fonctionne que lorsque les chiens patrouillent). De nouvelles solutions ont été introduites sur le marché qui offrent de telles capacités de détection et de localisation automatisées 24 heures sur 24 et 7 jours sur 7.
Une autre solution consiste à utiliser des détecteurs de téléphones cellulaires ferromagnétiques. Cette technologie détecte la présence des composants métalliques ferreux (antenne, vibreur, haut-parleur) des téléphones portables. On ne se fie alors pas à la localisation des signaux, mais à la reconnaissance du téléphone physique lui-même qui ne peut être masqué en l'internalisant ou en le cachant sur la personne.
En 2010, Robert Johnson, gardien de prison à la Lee Correctional Institution de Bishopville, en Caroline du Sud, a été abattu de six balles par un tireur engagé par un détenu utilisant un téléphone cellulaire de contrebande. En 2013, la FCC a suggéré que les prisons soient autorisées à gérer l'accès au réseau de téléphonie cellulaire, ce qui permettrait aux seuls téléphones autorisés d'accéder au réseau. Cependant, le mouvement n'est pas passé,.
En février 2014, le gouvernement du Honduras a promulgué une loi imposant aux fournisseurs de téléphonie cellulaire du Honduras de bloquer leurs propres signaux dans les neuf prisons nationales du pays, afin d'éliminer les systèmes d'extorsion et d'enlèvement qui étaient gérés par les détenus dans les prisons.
En 2015, les gardiens de la prison Romero Nobrega au Brésil ont trouvé un chat qui était utilisé pour faire entrer clandestinement des téléphones portables dans la prison. Quatre téléphones, quatre chargeurs et sept cartes ont été trouvés dessus, et l'administration pénitentiaire a effectué une recherche infructueuse.
En Irlande, 648 téléphones ont été introduits clandestinement dans des prisons en 2016, malgré des mesures de sécurité renforcées.
En 2017, il a été annoncé que la société américaine Securus Technologies avait développé et investi plus de 40 millions de dollars dans des « solutions de confinement sans fil », qui créent un réseau cellulaire local à l'intérieur d'une prison qui exigent que tous les téléphones sur le réseau soient examinés et approuvés.
Au Royaume-Uni, 20 000 téléphones portables et cartes sim ont été récupérés en contrebande dans les prisons en 2016. En 2017, une prison de Bristol a ajouté des téléphones et des ordinateurs qui n'étaient pas connectés à Internet dans les cellules de la prison pour tenter de lutter contre l'utilisation illégale des téléphones portables,. Le Parlement britannique a adopté une loi qui permettrait aux opérateurs de téléphonie mobile de brouiller les signaux des téléphones portables dans les prisons plus tard cette année-là. La législation a également permis aux agents pénitentiaires d'utiliser des dispositifs qui détectent l'utilisation des téléphones portables.
En 2017, les prisons écossaises ont mis en œuvre des plans visant à bloquer les téléphones actifs au sein des prisons par le biais de la surveillance du réseau. Entre 2013 et 2017, 1 500 téléphones mobiles ou pièces constitutives ont été trouvés dans les prisons écossaises. 